# Golfo dell'esecuzione
Il golfo dell'esecuzione è un concetto di ergonomia, con cui si intende la differenza tra intenzioni e azioni possibili. 
Una misura di questo golfo si ha considerando quanto il sistema permetta alla persona di eseguire le azioni dirette senza sforzi supplementari. Quindi, per golfo dell'esecuzione si intende la corrispondenza tra le azioni presentate da un sistema e le azioni che la persona aveva in mente.
È un parametro considerato negli studi di usabilità e nella progettazione di sistemi d'interfaccia.